# Munna coeca
Munna coeca là một loài chân đều trong họ Munnidae. Loài này được Gurjanova miêu tả khoa học năm 1930.